# 中島史雄
中島 史雄（なかじま ふみお、1950年12月22日 - ）は、日本の漫画家。福岡県北九州市小倉北区出身。

## 経歴
1975年「濁川時雨」（芳文社）でデビュー。
その後、1980年代初頭までは劇画系の成年向け漫画を描いていたが、熟女よりも女子高生の描写を得意としていたので、村祖俊一らとともにロリコン系漫画家とみなされた。1980年代には『レモンピープル』誌などの影響で、さらに低年齢を扱った作品をも描くようになった。この時期には絵柄も変化し、劇画調を残しつつもロリコン系美少女漫画に歩み寄った現在風の成人漫画にタッチを変える。またこの時期、なかしま史美（あやみ）のペンネームで『週刊少年ジャンプSummer Special』に読み切り漫画も描いている。
1986年から青年漫画に進出、2006年頃まで『週刊ヤングジャンプ』や『ビジネスジャンプ』を中心に連載をもった。現在は電子書籍の分野でも活躍している。また、東放学園映画専門学校の小説・マンガ創作科にて講師を務める。

## 作風
初期作では成年向け漫画が多かったが『週刊ヤングジャンプ』や『ビジネスジャンプ』で長期連載をする中で官能表現自体を抑え、男女関係の機微や社会人としての成長と自立を描いたものが中心になっている。また『ホゲホゲ日記』のように純粋なファミリー漫画として楽しめる作品などもあり、ギャグセンスにも優れている。
代表作は『OL株式会社』『時には薔薇の似合う少女のように』『Refrain』など。
1984年2月にワンダーキッズが発売したロリータアニメの1作目となる中島原作の『雪の紅化粧/少女薔薇刑』は初のビデオ用成人指定アダルトアニメである。同シリーズでは中島原作として『何日子の死んでもいい』『いけにえの祭壇』『仔猫ちゃんのいる店』『変奏曲～VARIATION～』の4作品もアニメ化している。

## 作品リスト
- 雪の紅化粧
- もんしろちょうちょのパンツ屋さん
- 幼女と少女がもんちっち
- さくらんぼ前線
- 桃ちゃんの姫クリ日記
- ちょっと試して
- 制服の方舟
- 天使のハンマー
- 16歳
- あ・こ・が・れ
- 知世バイブレーション
- 魔法を信じるかい?
- 時には薔薇の似合う少女のように
- P・P・Pickles
- ホゲホゲ日記
- Refrain
- OL株式会社
- TANABOTA
- おマセな秘密